# You Don't Bring Me Flowers (singolo)
You Don't Bring Me Flowers è un brano musicale scritto da Neil Diamond, Alan Bergman e Marilyn Bergman ed eseguito in duetto da Neil Diamond e Barbra Streisand, pubblicato nel 1978. 
La canzone è inserita nell'album omonimo di Diamond e nella raccolta Barbra Streisand's Greatest Hits Volume 2 di Barbra Streisand. Inoltre è stata incisa singolarmente dai due artisti: nel caso di Neil Diamond è presente nell'album I'm Glad You're Here with Me Tonight (1977), mentre nel caso di Barbra Streisand è inclusa nell'album Songbird (1978).

## Tracce
- 7"

1. You Don't Bring Me Flowers (Duet)
2. You Don't Bring Me Flowers (Instrumental)